# Arachnopeziza obtusipila
Arachnopeziza obtusipila är en svampart som beskrevs av Grelet 1951. Arachnopeziza obtusipila ingår i släktet Arachnopeziza och familjen Hyaloscyphaceae.   Inga underarter finns listade i Catalogue of Life.